# Зайферт, Макс
Макс Зайферт (нем. Max Seiffert; 9 февраля 1868, Бесков — 13 апреля 1948, Шлезвиг) — немецкий музыковед

 и музыкальный издатель.

## Биография
Учился в Берлине у Филиппа Шпитты, защитил и опубликовал диссертацию «Я. П. Свелинк и его прямые германские ученики» (нем. «J. Р. Sweelinck und seine directen deutschen Schüler», 1891). Другой его значительный труд — «История фортепианной музыки» (нем. «Geschichte der Klaviermusik», 1899), представляющая собой кардинальную переработку «Истории клавирного искусства и клавирной литературы» К. Ф. Вейцмана с дополнениями О. Флейшера. С 1892 года руководил издательским проектом «Памятники немецкой музыки» (нем. «Denkmäler deutscher Tonkunst»).
Основатель (вместе с Карлом Августом Рау) первого в Германии Института музыковедческих исследований (нем. Institut für musikwissenschaftliche Forschung, 1917), в 1935 преобразованного в Государственный институт немецкого музыковедения (нем. Staatliches Institut für deutsche Musikforschung); руководил этим институтом с 1921 (год смерти Рау) по 1941 год.